# سويي
سويي (بالإنجليزية: Sway)‏ هو مدير نوافذ مبلط لويلند مكتوب بلغة البرمجة سي ومستوحى من آي3.